# 马里耶夫卡农村居民点 (别尔哥罗德州)
马里耶夫卡农村居民点（俄语：Марьевское сельское поселение）是俄罗斯联邦别尔哥罗德州赤卫军区所属的一个农村居民点。其下辖有3个居民点，行政中心为马里耶夫卡。据2016年统计，该农村居民点的人口为705人。